# 亀井駅
亀井駅（かめいえき）は、熊本県熊本市北区清水亀井町にある熊本電気鉄道菊池線の駅。駅番号はKD10。

## 歴史
- 1913年（大正2年）8月27日：駅開業。
- 1949年（昭和24年）4月1日：藤崎宮前 - 当駅間ルートの鉄道線ルートを室園経由から新設の北熊本経由変更。
- 2015年（平成27年）4月1日：交通系ICカード「熊本地域振興ICカード（くまモンのIC CARD）」に対応[1]。
- 2019年（令和元年）10月1日：駅ナンバリング導入[2]。

## 駅構造
島式ホーム1面1線を持つ地上駅である。無人駅。
ICカード読み取り機（入場機のみ）はホームに設置。

## 利用状況
| 年度   | 1日平均 乗車人員 | 1日平均 乗降人員 |
| ------ | ---------------- | ---------------- |
| 2012年 |                  | 470              |
| 2013年 |                  | 511              |
| 2014年 | 286              | 534              |
| 2015年 |                  | 511              |
| 2016年 |                  | 545              |
| 2017年 |                  | 473              |
| 2018年 |                  | 402              |

## 駅周辺
- 光照寺
- 国道3号
- 熊本県道37号熊本菊鹿線
- 熊本市立清水小学校
- 万石簡易郵便局

## 利用可能なバス路線
以下の路線は全て 熊本電気鉄道（電鉄バス）による運行である。
- バス停留所は駅前の亀井バス停留所

| 系統           | 行先                                                         | 備考                                                       |
| -------------- | ------------------------------------------------------------ | ---------------------------------------------------------- |
| 郊外方面       |                                                              |                                                            |
| C1-2・C1-3     | 菊池プラザ、菊池温泉                                         | 系統末尾「-2が菊池プラザ行き、-3が菊池温泉行き」となる。   |
| C5-2・C5-3     | 武蔵ヶ丘車庫、光の森駅（堀川、新地団地経由）                 | 系統末尾「-2が武蔵ヶ丘車庫行き、-3が光の森駅行き」となる。 |
| C5-4           | 杉並台（堀川、新地団地、永江団地経由）                       |                                                            |
| C5-5・C5-6     | 下群、合志市役所（堀川、新地団地、泉ヶ丘団地経由）           | 系統末尾「-5が下群行き、-6が合志市役所行き」となる。       |
| C6-5           | 下群（堀川、北高入口、楠団地、泉ヶ丘団地経由）               | 平日7時台1便のみ。                                         |
| 熊本市内方面   |                                                              |                                                            |
| C1系統         | 桜町BT、熊本駅前、蓮台寺入口（国道（市立必由館高校前）経由） |                                                            |
| C4系統・C5系統 | 桜町BT、熊本駅前、蓮台寺入口（三軒町経由）                   | C5-4とC5-5系統の一部は熊本駅前、蓮台寺入口行き             |

## 隣の駅
熊本電気鉄道
■菊池線
北熊本駅（KD08） - 亀井駅（KD10） - 八景水谷駅（KD11）

### かつて存在した路線
熊本電気鉄道
旧・鉄道線
松崎駅 - 亀井駅（ - 八景水谷駅 ）